# 2647 Sova
2647 Sova eller 1980 SP är en asteroid i huvudbältet som upptäcktes den 29 september 1980 av den tjeckiske astronomen Zdeňka Vávrová vid Kleť-observatoriet. Den är uppkallad efter den tjeckiske författaren Antonín Sova.
Asteroiden har en diameter på ungefär 7 kilometer och den tillhör asteroidgruppen Flora.